# Amira
Amira (persisch (امیرا), hebräisch: אֲמִירָה, auch Amirah) ist ein weiblicher Vorname.

## Herkunft und Bedeutung
Der Name kommt sowohl im Persischen wie im Hebräischen vor. In beiden Fällen ist er die weibliche Form von Amir.
Im Iranischen bedeutet Amir König,  im Hebräischen Baumkrone, Wipfel.

## Namensträgerinnen
- Amira Aly (* 1992), österreichische Moderatorin und Podcasterin
- Amira Benaissa (* 1989), algerische Tennisspielerin
- Amira Casar (* 1971), britisch-französische Schauspielerin
- Amira Elmissiry (* 1982), simbabwische Juristin und Bankmanagerin
- Amira Hafner-Al Jabaji (* 1971), Schweizer Islamwissenschaftlerin, Publizistin und Moderatorin
- Amira Hass (* 1956), israelische Journalistin und Autorin
- Amira Medunjanin (* 1972), bosnisch-kroatische Sevdalinka-Sängerin
- Amira Mohamed Ali (* 1980), deutsche Rechtsanwältin, Co-Fraktionsvorsitzende: Die Linke seit November 2019
- Amira Nimer (* 1957), deutsche Schriftstellerin aus Bosnien-Herzegowina
- Amira Awad (* 1979), österreichische Nachrichten-Moderatorin
- Amira El Sayed (* 1991), österreichische Schauspielerin
- Amirah Vann (* 1978 oder 1980), US-amerikanische Schauspielerin
- Amira Willighagen (* 2004), niederländische Sängerin
- Amira Wirth (* 1997), deutsche Schauspielerin und YouTuberin

## Nachweise
1. ↑  behindthename.com